# Walhorn

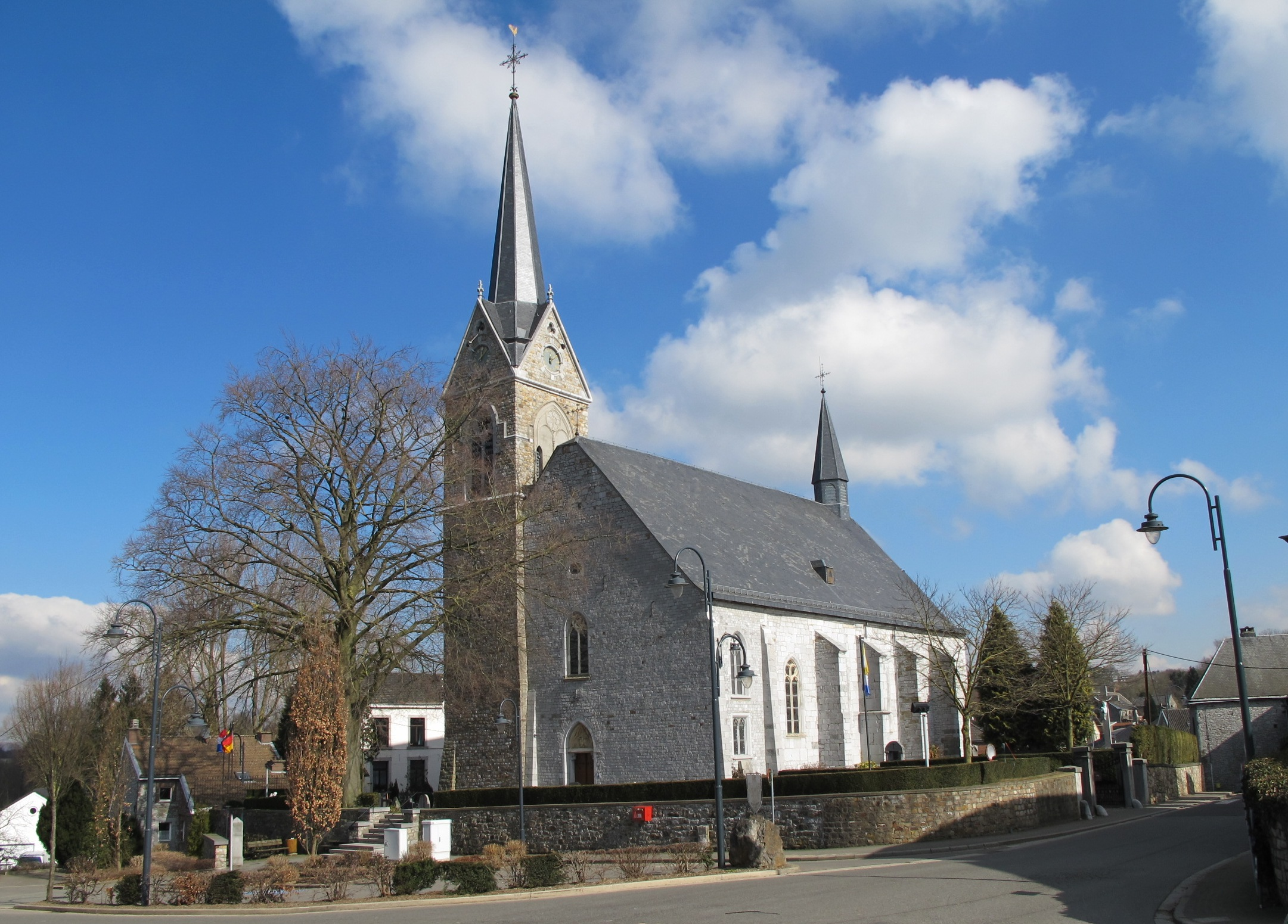
Kirche von Walhorn

Walhorn ist eine belgische Ortschaft in der deutschsprachigen Gemeinschaft Belgiens. Der Ort ist seit der Gemeindefusion von 1977 ein Teil der Gemeinde Lontzen. Zu Walhorn gehörende Weiler sind Rabotrath und Astenet.

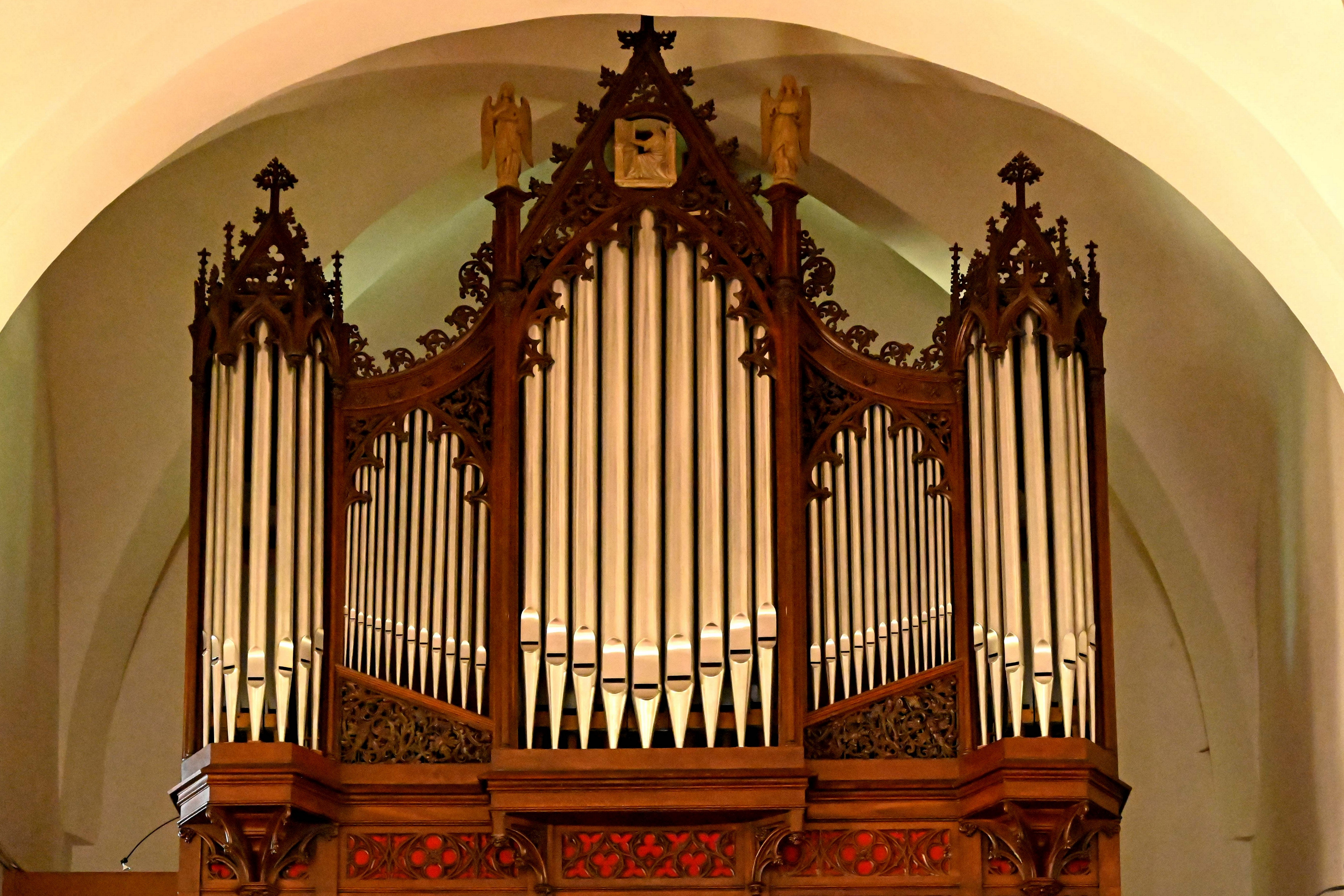
Orgel der Gebrüder Müller (1859)

Seit 1964 durchschneiden die Autobahn A3 und seit 2007 die parallel dazu verlaufende Eisenbahnschnellstrecke den Ort.

## Geschichte
Als Königshof „Harna“ vielleicht schon um 850 gegründet, erscheint Walhorn erstmals gesichert in einer Urkunde von 888, in der König Arnulf von Kärnten dem Marienstift zu Aachen seinen Besitz bestätigt, den es schon 855/869 gehabt haben soll. Die Urkunde König Lothars II. von 855/69 ist aber verschollen. Im Jahr 1072 bestätigt König Heinrich IV. dem Marienstift Aachen den möglicherweise schon 855/869 erworbenen Besitz. Aus kirchlicher Sicht legierte der Herzog von Limburg 1176 dem Abt des Klosters Rolduc (Rode bei Kerkrade NL) die seelsorgerische Betreuung der Pfarreien des Herzogtums. Rolduc stellte bis 1792 die Pfarrer und Priester der Gegend. Walhorn war bis 1695 Mutterpfarre umliegender Orte wie Lontzen, Raeren-Neudorf, Kettenis oder Eynatten. Bis 1795 war Walhorn eine der fünf Hochbanken (Verwaltungs- und Gerichtsbezirke) im Herzogtum Limburg. In der Zeit der französischen Besatzung unter Napoléon Bonaparte gehörte Walhorn von 1803 bis 1815 zum Kanton Eupen und kam dann anschließend zu Preußen. Als Folge des Ersten Weltkrieges wurde Walhorn 1920 Belgien zugeteilt.
Der gebürtige Walhorner Nicolaus Wilhelm Beckers war Leibarzt von Kaiser Leopold I. und wurde von diesem geadelt.
Drei Walhorner waren Äbte von Rolduc, so Winand Lambertz (1617–1664), Abt ab 1650, Nicolaus Heyendal aus Astenet, war Prior ab 1706 und Abt von 1712 bis 1731, ebenfalls sein Neffe Johann Joseph Haeghen, (1699–1781) Abt ab 1757. In ihrer Funktion als Äbte von Rolduc waren auch sie Mitglied des „Hohen Rates“ des Herzogtums Limburg. Vorfahren und Familienmitglieder der drei genannten, waren Drossarde, Schöffen und Gerichtsschreiber innerhalb der Hochbank Walhorn oder des Herzogtums.

## Sprache
Neben dem in der Schule unterrichteten und in der Gemeinde gebräuchlichen Standarddeutsch spricht die Bevölkerung das regionale Platdiets, einen Limburgischen Dialekt.

## Verkehr
Die TEC-Buslinie 396 verbindet den Ort mit Eupen und dem niederländischen Vaals.
| Linie | Betreiber | Verlauf |
| ----- | --------- | --- |
| 396   | TEC       | Vaals Busstation (NL) – Gemmenich (B) – Moresnet – Kelmis – Hergenrath – Astenet – Walhorn – Kettenis – Eupen (kein AVV-Tarif) |

## Sehenswertes (Auswahl)
- Die romanisch-gotische Sankt Stephanus Pfarrkirche, deren Erbauung auf das Jahr 1504 zurückgeht und die 1868 durch Hugo Schneider restauriert wurde. Die Orgel von 1859 wurde durch die Gebrüder Müller aus Reifferscheid gebaut und 2002 in den Ursprungszustand zurückversetzt. Das Mittelchorfenster, gestiftet durch Adele und Sophi von Grand Ry, wurde um 1870 von dem Künstler Friedrich Baudri geschaffen und ist das einzige erhaltene von einst vier Fenstern im Kreis Eupen aus seinem Werksverzeichnis.
- Das Torhaus von Schloss Thor in Astenet, im frühen 18. Jahrhundert, nach Plänen von Johann Joseph Couven erbaut.
- Die 1968 erbaute Kapelle Katharina von Siena mit angeschlossenem Begegnungszentrum in Astenet, mit Fenstern des Raerener Künstlers André Blank.
- Der Kreuzweg auf dem Johberg mit der Banneux-Kapelle
- Rund um den stillgelegten Steinbruch Rotsch, befindet sich seit Mai 2022 ein 3 Kilometer langer Skulpturenweg, der Teil des europäischen Skulpturenweges ist. Sieben europäische Künstler fertigten jeweils ein Kunstwerk aus lokalem Aachener Blaustein[4].

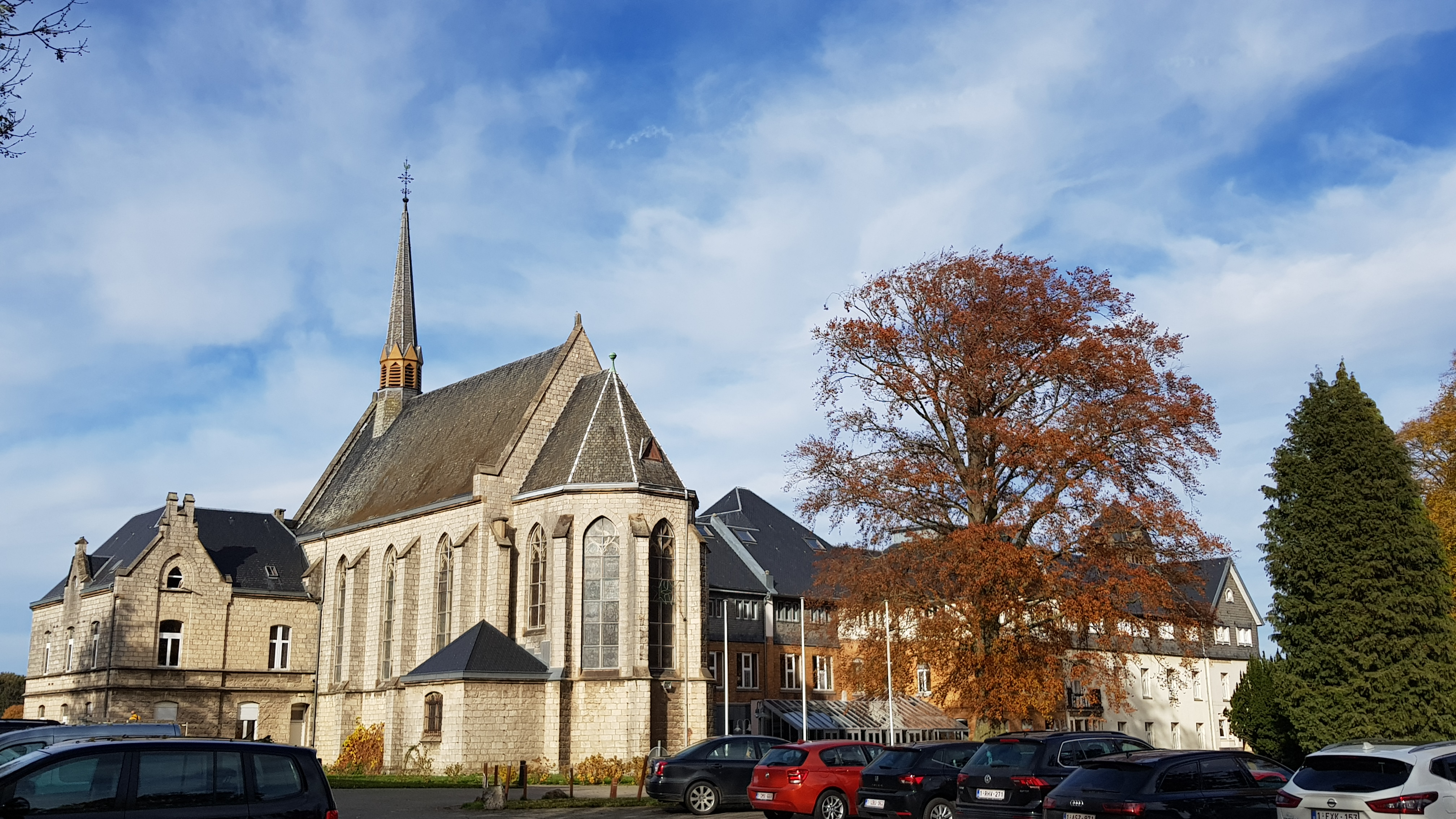
Katharinenstift mit Kapelle im Ortsteil Astenet
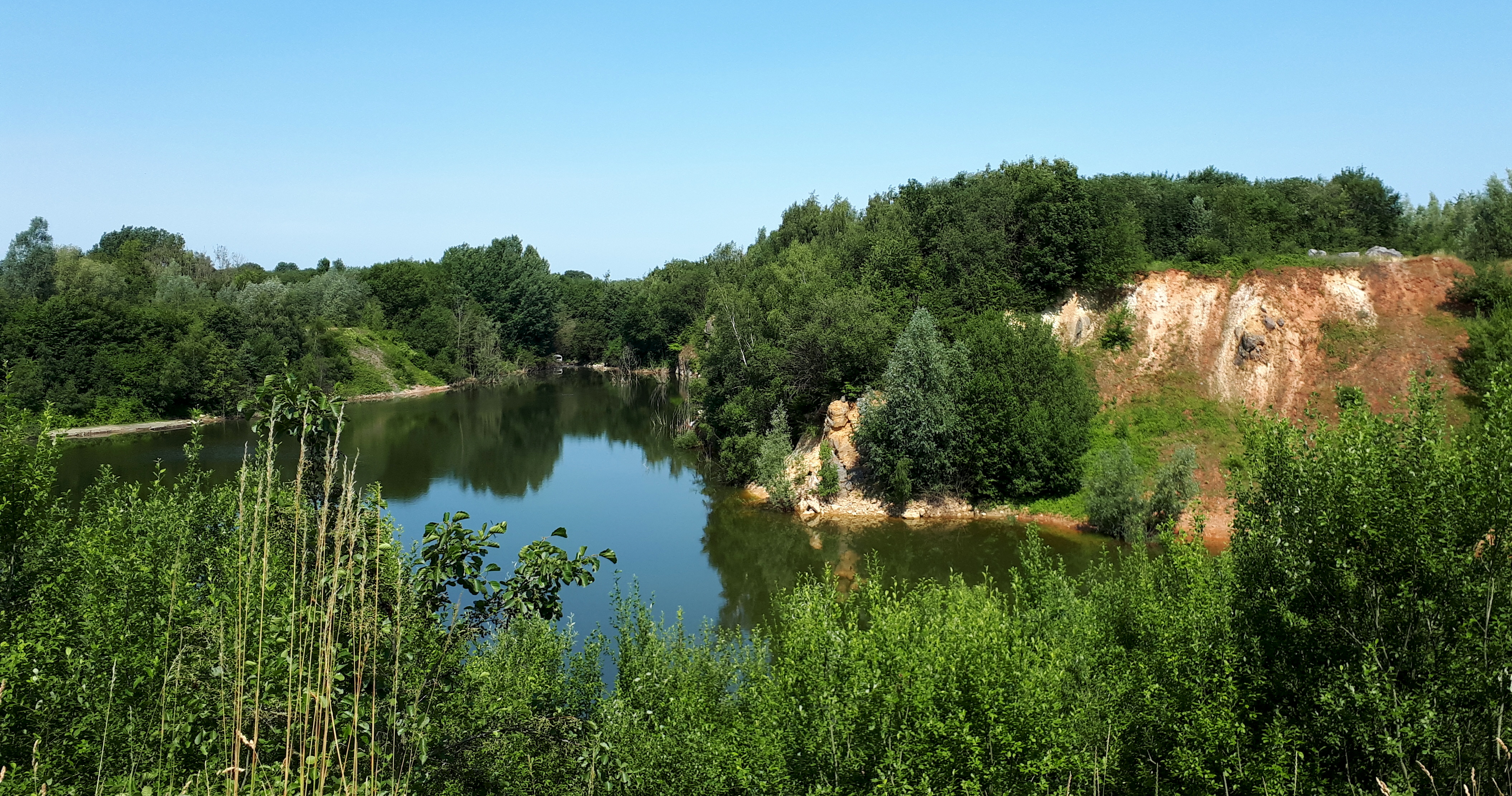
ehem. Steinbruch Rotsch
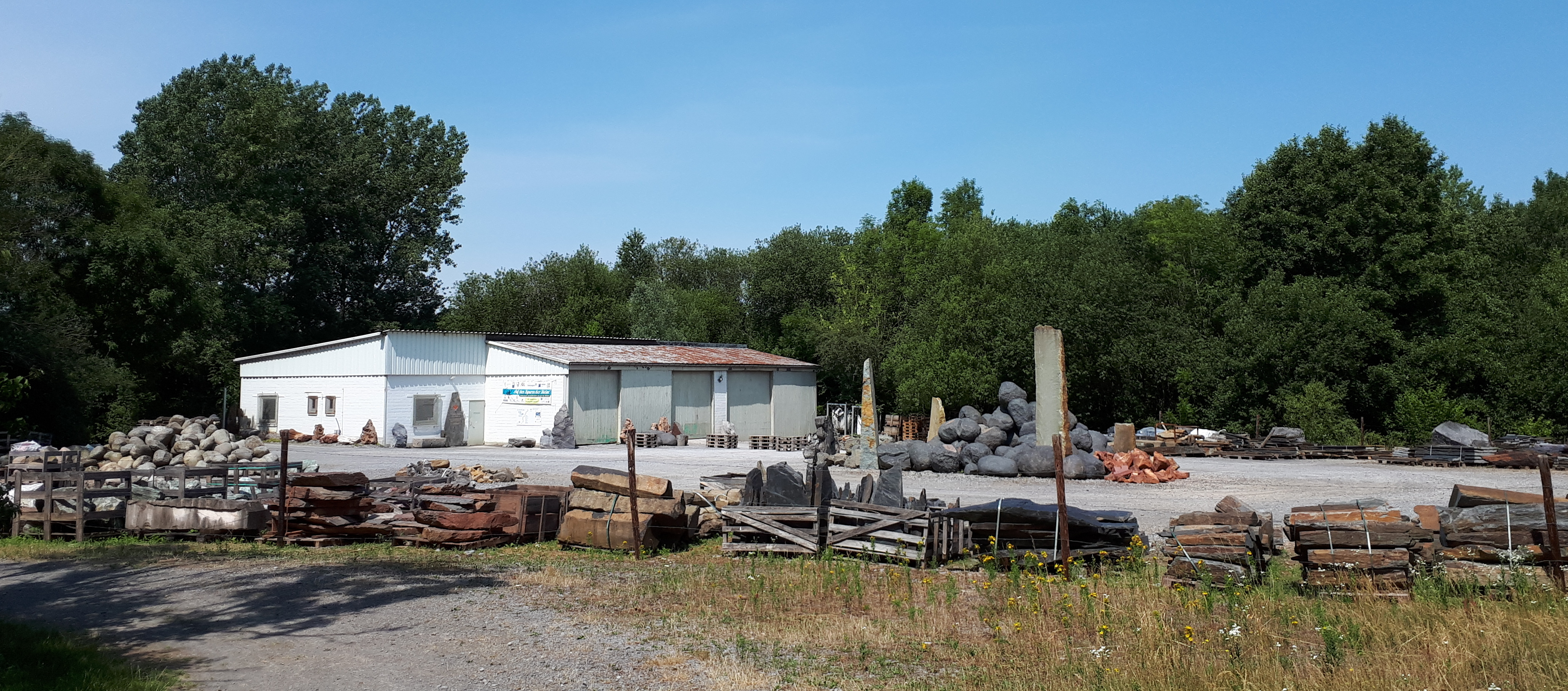
Steinmetzbetrieb Dudenhausen
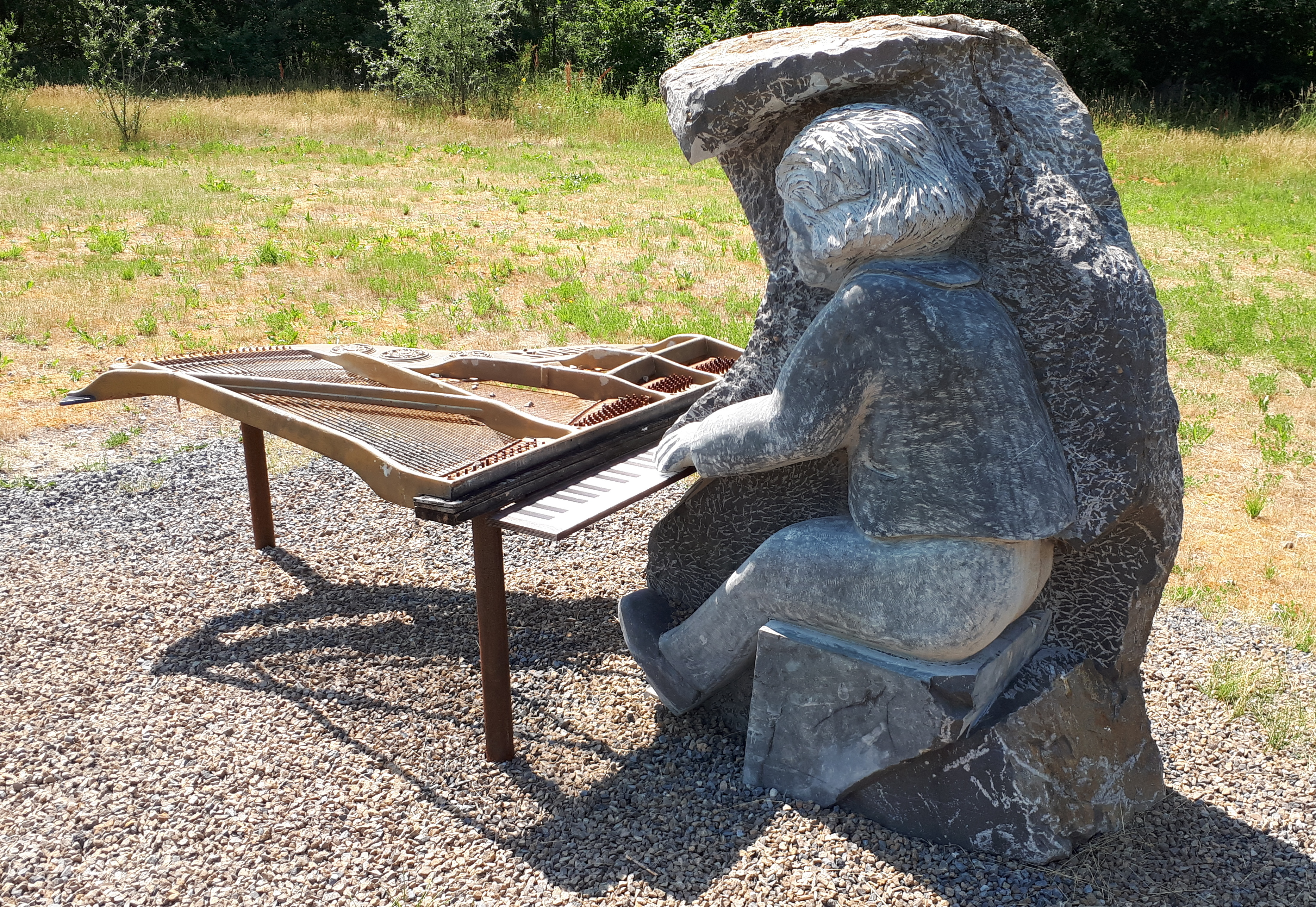
Alle Menschen werden Brüder, Alfred Mevissen, Skulpturenweg
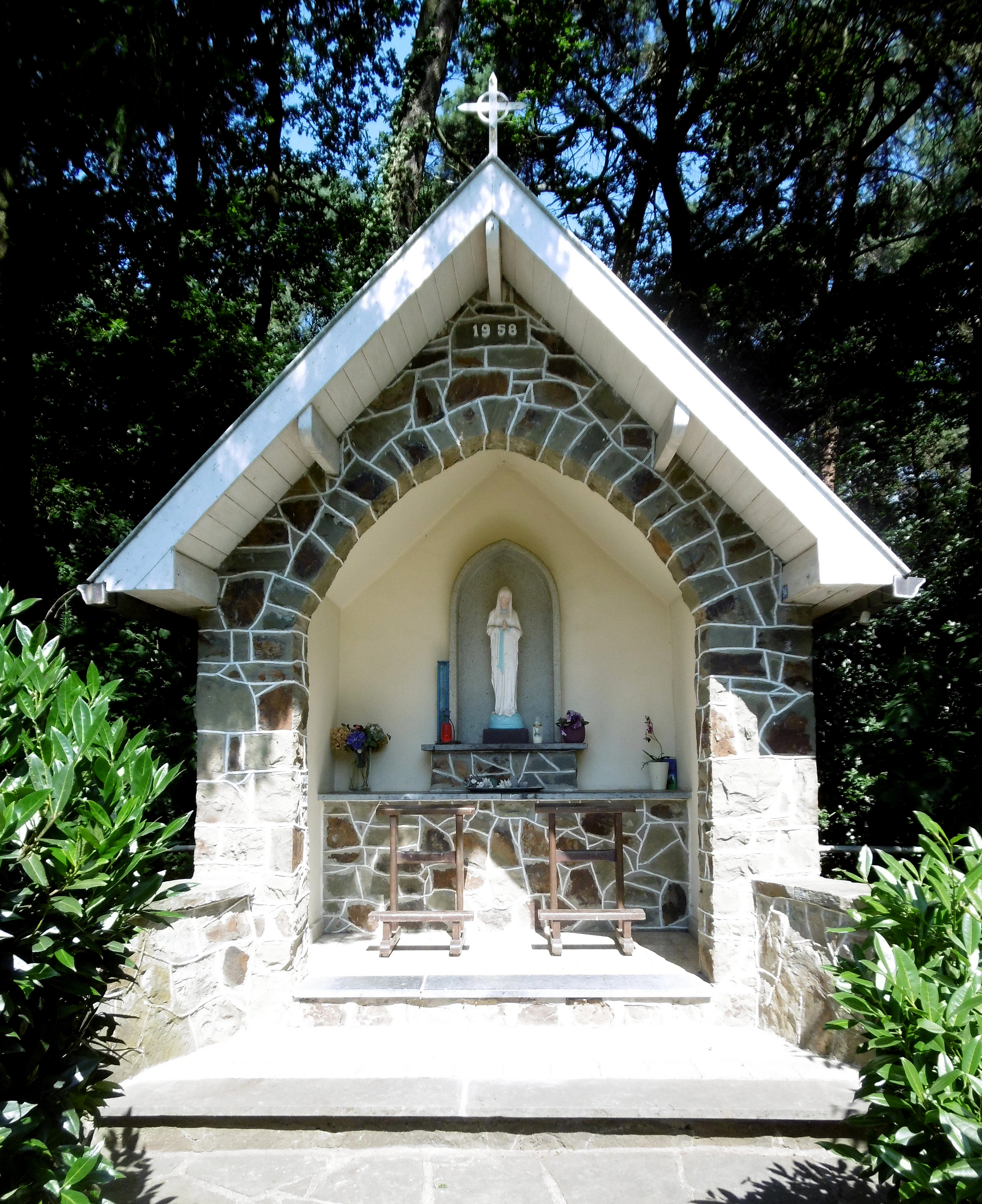
Banneux-Kapelle auf dem Johberg